# Protitanops
Protitanops curryi
Genre
Espèce
Protitanops est un genre fossile de périssodactyles, de la famille des Brontotheriidae, qui a vécu dans l'Ouest américain (en Oregon et en Californie) au cours de l'Éocène, il y a environ 35 millions d'années. Une seule espèce est rattachée au genre : Protitanops curryi.

## Systématique
Le genre Protitanops se rapproche du genre Brontops, mais il en diffère significativement par la forme des cornes.

## Description
Protitanops ressemblait à un rhinocéros, plus grand et lourd que les espèces actuelles.

## Occurrence
Deux spécimens fossiles de l'espèce Protitanops curryi ont été découverts, l'un en Californie (Titus canyon'), l'autre dans l'Oregon (Hancock quarry).